# Giovanni Gronchi
‎
Giovanni Gronchi [džovànni grònki], italijanski književnik, filozof, častnik, pedagog in politik, * 10. september 1887, Pontedera, Toskana, † 17. oktober 1978, Rim, Lacij.
Gronchi je bil tretji predsednik Italijanske republike (med letoma 1955 in 1962).

## Življenjepis
Leta 1902 je postal član Krščanskega gibanja. 
Diplomiral je iz književnosti in filozofije, nato pa je med letoma 1911 in 1915 učil na srednjih šolah v mestih Parma, Massa di Carrara, Bergamo in Monza.
Leta 1915 je prostovoljno vstopil v prvo svetovno vojno. Po koncu vojne je bil leta 1919 med ustanovnimi člani Italijanske popularne stranke; istega leta je bil izvoljen v Poslansko zbornico (ponovno leta 1921).
Med letoma 1922 in 1923 je bil državni podsekretar za industrijo in gospodarstvo, a je odstopil zaradi nestrinjanja z Mussolinijem. Leta 1924 je bil ponovno izvoljen za poslanca, kjer je postal član protifašističnega Aventinskega gibanja. Zaradi tega je bil leta 1926 izločen iz parlamenta. Ker ni hotel vstopiti v Fašistično stranko Italije (pogoj za pedagoško delo), je pustil šolsko delo in postal uspešen poslovnež.
Leta 1943 je postal ustanovni član Krščanske demokracije in vodja njene levičarske frakcije. Kot predsednik stranke je bil član Comitato di Liberazione Nazionale.
Med letoma 1944 in 1946 je bil minister za industrijo Italije, leta 1946 član Ustavnega zbora in med letoma 1948 in 1955 predsednik Poslanske zbornice Italijanske republike.
11. maja 1955 je postal predsednik Italijanske republike. Njegov mandat se je iztekel 11. maja 1962, ko je postal dosmrtni senator.